# Karl Friedrich Burdach
Pour les articles homonymes, voir Burdach.
Karl Friedrich Burdach, né en 1776 à Leipzig et mort en 1847, est un physiologiste saxon de la première moitié du XIXe siècle.

## Biographie
Karl Friedrich Burdach obtient un diplôme en médecine en 1800. Il devient professeur de physiologie à l'Université de Dorpat en 1811, et quatre ans plus tard, il obtient la chaire de physiologie à l'université de Königsberg.

## Œuvres
Parmi ses œuvres on trouve les suivantes :
- (de) Diatetik für Gesunde (1805)
- (de) Enzyklopädie der Heilwissenschaft (trois volumes, 1810-1812)
- (de) Vom Bau und Leben des Gehirns und Rückenmarks (trois volumes, 1819-1826 : Erster Band, 1819 Texte intégral. ; Zweiter Band, 1822 Texte intégral. ; Dritter Band, 1826 Texte intégral.)
- (de) Die Physiologie als Erfahrungswissenschaft (1826-1840)
- (de) Die als Erfahrungswissenschaft Physiologie (1826-1840)

Sont traduites en français :
- Traité de physiologie comme science d'observation, par A. J. L. Jourdan, Paris : chez J.-B. Baillière, 1837-1841, 9 vol. in-8° : vol. 1, vol. 2, vol. 3, vol. 4, vol. 5, vol. 6, vol. 7, vol. 8, vol. 9.